# Eupogonius haitiensis
Eupogonius haitiensis là một loài bọ cánh cứng trong họ Cerambycidae.